# Bare (Morecambe)
Pour les articles homonymes, voir Bare.
Bare est une banlieue et un quartier électoral de Morecambe, dans le district de la cité de Lancastre, dans le Lancashire, en Angleterre, au Royaume-Uni. La population comptait 6 889 habitants en 2021. Bare a une rue principale (Princes Crescent) et une gare la reliant de Morecambe à Lancaster. Son nom vient de l'anglo-saxon bearu signifiant « bosquet ».

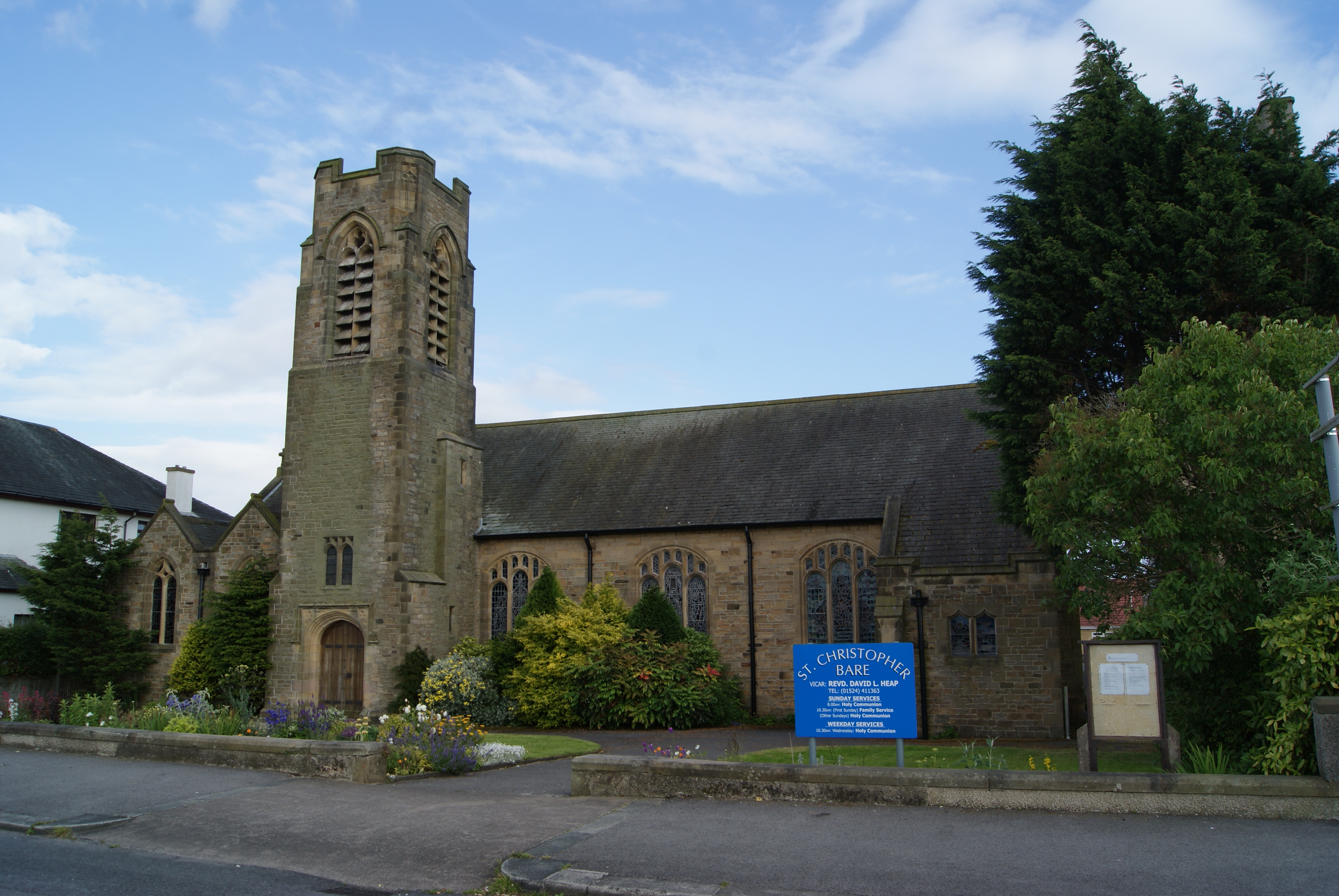
L'Église Saint-Christophe de Bare.

Bare Hall est un bâtiment classé Grade II construit vers 1830 par la famille Lodge.